# Клоун и его собачки
«Клоун и его собачки» (фр. «Le Clown et ses chiens») — немой короткометражный мультфильм режиссёра Эмиля Рейно. Состоял из 300 вручную раскрашенных сцен. Его театральная премьера состоялась 28 октября 1892 года вместе с мультфильмом «Кружка пива» в Музее Гревен, а прокат продолжался до февраля 1894 года.
В фильме показывается, как клоун выходит на сцену цирка и приветствует зрителей, позже он показывает трюки с тремя собаками. Они прыгают через обручи, прыгают по мячу и перепрыгивают через палочку.
Мультфильм утерян, так как в 1900 году Рейно выбросил большое количество своих трудов в Сену.